# 玛莱内·阿伦斯
玛莱内·阿伦斯（西班牙語：Marlene Ahrens，1933年7月27日—2020年6月17日），智利女子田径运动员。她曾代表智利参加1956年和1960年夏季奥林匹克运动会田径比赛，其中1956年奥运会获得一枚银牌。